# 浜崎奈々
浜崎 奈々（はまさき なな、9月6日 - ）は、日本の女性声優。東京都生まれ、兵庫県神戸市出身。アイムエンタープライズ所属。

## 経歴
声優になろうと思ったきっかけはドラえもんやムーミンといった不思議なキャラクターがいる世界に入りたいと思ったことから。また、動物知識も特技としており、人間以外の動物キャラクターも演じたいと語っている。
日本ナレーション演技研究所を経て、2011年にアイムエンタープライズ所属。

## 人物
方言は関西弁。
趣味として動物、特技として絵を描くことをそれぞれ挙げている。

## 出演
太字はメインキャラクター。

### テレビアニメ
2012年
- 妖狐×僕SS（女生徒1）
- 好きっていいなよ。（女子生徒）
- だから僕は、Hができない。（女子生徒）
- BTOOOM!（女生徒たち）
- 輪廻のラグランジェ（丹波こい）

2013年
- 俺の妹がこんなに可愛いわけがない。（脳内の声）
- きんいろモザイク（2013年 - 2015年、女子生徒B、女子学生D） - 2シリーズ
- 幻影ヲ駆ケル太陽（三島花苗）
- サムライフラメンコ（女子B、現場レポーター）
- とある科学の超電磁砲S（所員）
- ローゼンメイデン（新アニメ）（バイト店員）

2014年
- いなり、こんこん、恋いろは。（北大路）
- ウィッチクラフトワークス（迷子）
- M3〜ソノ黒キ鋼〜（女の子）
- 彼女がフラグをおられたら（女子、通行人B、女生徒、メイド頭、スタッフB）
- 健全ロボ ダイミダラー（女子）
- selector infected WIXOSS（女子生徒、取り巻き、少年、少女）- 2シリーズ
- テイルズ オブ ゼスティリア 〜導師の夜明け〜（ミクリオ〈幼少期〉）
- とある飛空士への恋歌（マヌエル・アルバス）
- ノラガミ（生徒A、巫女A）
- 魔法科高校の劣等生（生徒、F.I.T研究員、アナウンサー、七高選手、清水綾香）
- モンスター・ハイ こわイケガールズ（ドラキュローラ）
- 結城友奈は勇者である -結城友奈の章-（看護師）

2015年
- 青春×機関銃（女子）
- 俺物語!!（マナ）
- 四月は君の嘘（女生徒）
- デュラララ!!×2（店員）
- 電波教師（女性店員）
- To LOVEる -とらぶる- ダークネス 2nd（女の子、女生徒C）
- VALKYRIE DRIVE -MERMAID-（ヘクセB）
- 監獄学園 プリズンスクール（女子G、女子B、女子F、女子A）
- ヘヴィーオブジェクト（淑女）

2016年
- 学戦都市アスタリスク（シスターB）
- 斉木楠雄のΨ難（女子生徒A）
- 坂本ですが?（女子生徒）
- はんだくん（池内洋子）
- ベルセルク（フーケ）
- WWW.WORKING!!（漫画の女の子）

2017年
- ちるらん にぶんの壱（京女）
- 南鎌倉高校女子自転車部（神倉零）
- MARGINAL#4 KISSから創造るBig Bang（女性客A）
- モンスターハンター ストーリーズ RIDE ON（子供D）
- 進撃の巨人（2017年 - 2022年、少女 / カヤ） - 3シリーズ
- ID-0（通信(2)）
- ラブライブ!サンシャイン!!（女子生徒）
- いつだって僕らの恋は10センチだった。（生徒）
- アイカツスターズ!（司会）

2018年
- citrus（生徒B、女性）
- 重神機パンドーラ（研究員）
- ゆらぎ荘の幽奈さん（女性）
- グラゼニ（女性の声）
- とある魔術の禁書目録III（2018年 - 2019年、スマートヴェリー）

2020年
- ダンジョンに出会いを求めるのは間違っているだろうか シリーズ（2020年 - 2023年、イルタ・ファーナ、ラウラ） - 2シリーズ

2021年
- WAVE!!〜サーフィンやっぺ!!〜（陽岡サクラ） - 2020年に3部作として劇場上映
- ラブライブ!スーパースター!!
- 舞妓さんちのまかないさん（2021年 - 2022年、舞妓）

2022年
- ニンジャラ（サツキ）
- ヒーラー・ガール（子供達）
- ドラえもん（テレビ朝日版第2期）（美少女）

2023年
- アイドルマスター ミリオンライブ！（福田のり子）
- 新しい上司はど天然（住人）

2025年
- クレヨンしんちゃん（園児E）
- TO BE HERO X（ナイスのファン）

### 劇場アニメ
- GODZILLA（2017年 - 2018年、女性レポーター、子供） - 2作品[一覧 5]
- トラペジウム（2024年、アナウンサー）

### OVA
- THE IDOLM@STER SHINY FESTA ハニーサウンド（2012年、外国人の子供B）
- となりの怪物くん（2013年、子供）-コミックス第12巻DVD付き特装版
- 監獄学園 マッドワックス編（2016年、佐藤）
- コードギアス 奪還のロゼ（2024年、オルドリン・ジヴォン）

### ゲーム
2012年
- 恋と選挙とチョコレート PORTABLE
- リング☆ドリーム 女子プロレス大戦（琴無千鶴、プリティ西田）

2013年
- アイドルマスター ミリオンライブ!（2013年 - 2017年、福田のり子）
- 幻獣姫（ピクリン）
- 青春姫（リン子）
- PSP変態王子と笑わない猫。

2014年
- 御城プロジェクト CASTLE DEFENSE（一本松城、三本松城、津和野城）
- 激突！ブレイク学園
- 白猫プロジェクト（セリナ・エーメリー）
- 天空のクラフトフリート
- FANTASY×RUNNERS2（生徒会長エイミー 他）
- ヴィーナスダンジョン（伊達政宗、孫権）
- 魔女のニーナとツチクレの戦士
- リング☆ドリーム 女子プロレス大戦（赤鬼ふたば）

2015年
- クイズRPG 魔法使いと黒猫のウィズ（シンシア・スターライト）
- テイルズ オブ ゼスティリア（ミクリオ〈幼少期〉、ねこにん、ムルジム）
- ビーナスイレブンびびっど!（青葉ユズ）
- ブレイブソード×ブレイズソウル（ネクロノミコン）

2016年
- 御城プロジェクト:RE（三本松城、津和野城）
- 刻のイシュタリア（ナルヴィ）
- 白猫テニス（セリナ・エーメリー）
- テイルズ オブ ベルセリア（ムルジム）
- 編隊少女 -フォーメーションガールズ-（ニーナ・パウレーンコ）

2017年
- スーパーロボット大戦シリーズ（2017年 - 2022年、オルドリン・ジヴォン） - 2作品
- 強くてNEW GAME
- アイドルマスター ミリオンライブ! シアターデイズ（2017年 - 2024年、福田のり子）
- 幻獣契約クリプトラクト（メルトリッテ、フィーネ 他）

2018年
- 共闘ことばRPG コトダマン（エロス 他）

2019年
- アビス・ホライズン（アマゾン、マーシャル・ウスチノフ）
- アルテイルクロニクル（フィルシィ）

2021年
- コードギアス Genesic Re;CODE（2021年 - 2022年、オルドリン・ジヴォン）
- アイドルマスター ポップリンクス（福田のり子）

2023年
- コードギアス 反逆のルルーシュ ロストストーリーズ（2023年 - 2024年、オルドリン・ジヴォン）

### ラジオ
※はインターネット配信。
- 超!A&Gミュージック+TV（2009年 - 2010年、超!A&G+※）
- OToGi8に御用心（2010年、超!A&G+※）
- アニスキ!（2010年 - 2013年、超!A&G+※）

### デジタルコミック
- VOMIC ニセコイ（2012年、女の子）
- コードギアス 双貌のオズ ピクチャードラマDVD（2013年、オルドリン・ジヴォン）
- VOMIC SOUL CATCHER(S)（2014年）

### ドラマCD
- 偉人アイドルプロジェクト 歴sing♪
- さくら荘のペットな彼女 ドラマCD 第3巻（2013年、女子高生 他）
- ライアー×ライアー 特装版5巻特典ドラマCD（2013年）
- 当て屋の椿（2014年、悦）
- コードギアス 双貌のオズ SIDE:オルフェウス 第2巻 CDドラマ付き特装版（2014年、オルドリン・ジヴォン）
- アイドルマスター ミリオンライブ！ シリーズ（2015年 - 、福田のり子）
- ゴールデンスパークル（2019年、野々花）
- Octave!! side OVER RUN!!（2021年、南条ほのか）

### 吹き替え
- アンディ・マック（アンバー）
- セックス・エデュケーション（リリー）
- ちいさなプリンセス ソフィア（メグ）

### 映像商品
- THE IDOLM@STER MILLION LIVE! 3rdLIVE TOUR BELIEVE MY DRE@M!! LIVE Blu-ray 07@MAKUHARI【DAY1】（2017年）[26]
- THE IDOLM@STER MILLION LIVE! 4thLIVE TH@NK YOU for SMILE! LIVE Blu-ray DAY1/DAY3（2018年）[27][28]
- THE IDOLM@STER 765 MILLIONSTARS HOTCHPOTCH FESTIV@L!! LIVE Blu-ray DAY2（2018年）[29][30]
- THE IDOLM@STER MILLION LIVE! 5thLIVE BRAND NEW PERFORM@NCE!!! LIVE Blu-ray DAY2（2019年）[31]
- THE IDOLM@STER MILLION LIVE! 6thLIVE TOUR UNI-ON@IR!!!! LIVE Blu-ray（2020年）[32][33]
- バンダイナムコエンターテインメントフェスティバル 2days LIVE Blu-ray（2020年、アイドルマスター 765ミリオンスターズ、アイドルマスター ミリオンライブ！(閃光☆HANABI団)として出演）[34]
- THE IDOLM@STER MILLION LIVE! 7thLIVE Q@MP FLYER!!! Reburn LIVE Blu-ray DAY2（2022年）[35][36][37]
- THE IDOLM＠STER MILLION LIVE! 8thLIVE Twelw@ve LIVE Blu-ray DAY1（2022年）[38][39]
- THE IDOLM@STER M@STERS OF IDOL WORLD!!!!! 2023 Blu-ray PERFECT BOX!!!!!（2023年）[40]
- THE IDOLM@STER MILLION LIVE! 9thLIVE ChoruSp@rkle!! LIVE Blu-ray DAY1（2024年）[41][42]

### CM
- テレビCM『アイドルマスター ミリオンライブ! シアターデイズ』「2周年記念TVCM」（2019年、顔出し出演[43]）

### パチンコ・パチスロ
- パチスロ『CR緋弾のアリア』（2014年、パトラ）
- パチンコ『Pフィーバー アイドルマスター ミリオンライブ!』（2021年、福田のり子[44]）
- パチスロ『パチスロ アイドルマスター ミリオンライブ!』（2021年、福田のり子[45]）

### 舞台
- シャークエンド（2019年7月20日、渋谷シダックスカルチャーホール） - スカイ 役[46]

## ディスコグラフィ

### キャラクターソング
| 発売日   | 商品名                                                                              | 歌 | 楽曲                                                                                              | 備考                                                                   |
| 2013年   | 2013年                                                                              | 2013年 | 2013年                                                                                            | 2013年                                                                 |
| -------- | ----------------------------------------------------------------------------------- | --- | ------------------------------------------------------------------------------------------------- | ---------------------------------------------------------------------- |
| 4月24日  | THE IDOLM@STER LIVE THE@TER PERFORMANCE 01 Thank You!                               | 765 MILLIONSTARS | 「Thank You!」                                                                                    | ゲーム『アイドルマスター ミリオンライブ!』テーマソング                 |
| 4月24日  | THE IDOLM@STER LIVE THE@TER PERFORMANCE 01 Thank You!                               | 765THEATER ALLSTARS | 「Thank You!」                                                                                    | ゲーム『アイドルマスター ミリオンライブ!』テーマソング                 |
| 10月30日 | THE IDOLM@STER LIVE THE@TER PERFORMANCE 07                                          | 福田のり子（浜崎奈々） | 「マイペース☆マイウェイ」                                                                         | ゲーム『アイドルマスター ミリオンライブ！』関連曲                      |
| 10月30日 | THE IDOLM@STER LIVE THE@TER PERFORMANCE 07                                          | 三浦あずさ（たかはし智秋）、篠宮可憐（近藤唯）、高山紗代子（駒形友梨）、福田のり子（浜崎奈々） | 「カワラナイモノ」                                                                                | ゲーム『アイドルマスター ミリオンライブ！』関連曲                      |
| 2014年   |                                                                                     | |                                                                                                   |                                                                        |
| 11月26日 | THE IDOLM@STER LIVE THE@TER HARMONY 05                                              | リコッタ | 「HOME, SWEET FRIENDSHIP」 「Welcome!!」                                                          | ゲーム『アイドルマスター ミリオンライブ！』関連曲                      |
| 11月26日 | THE IDOLM@STER LIVE THE@TER HARMONY 05                                              | 福田のり子（浜崎奈々） | 「求ム VS マイ・フューチャー」                                                                    | ゲーム『アイドルマスター ミリオンライブ！』関連曲                      |
| 2015年   |                                                                                     | |                                                                                                   |                                                                        |
| 9月30日  | THE IDOLM@STER LIVE THE@TER DREAMERS 01 Dreaming!                                   | MILLION ALLSTARS | 「Welcome!!」                                                                                     | ゲーム『アイドルマスター ミリオンライブ！』関連曲                      |
| 2016年   |                                                                                     | |                                                                                                   |                                                                        |
| 1月30日  | THE IDOLM@STER LIVE THE@TER SOLO COLLECTION Vo.03 Dance Edition                     | 福田のり子（浜崎奈々） | 「カワラナイモノ」                                                                                | ゲーム『アイドルマスター ミリオンライブ！』関連曲                      |
| 3月23日  | THE IDOLM@STER LIVE THE@TER DREAMERS 06                                             | 大神環（稲川英里）、菊地真（平田宏美）、高坂海美（上田麗奈）、島原エレナ（角元明日香）、田中琴葉（種田梨沙）、永吉昴（斉藤佑圭）、福田のり子（浜崎奈々）、双海真美（下田麻美）、星井美希（長谷川明子）、舞浜歩（戸田めぐみ） | 「Dreaming!」                                                                                     | ゲーム『アイドルマスター ミリオンライブ！』関連曲                      |
| 3月23日  | THE IDOLM@STER LIVE THE@TER DREAMERS 06                                             | 永吉昴（斉藤佑圭）、福田のり子（浜崎奈々） | 「Dreamscape」                                                                                    | ゲーム『アイドルマスター ミリオンライブ！』関連曲                      |
| 10月12日 | THE IDOLM@STER THE@TER ACTIVITIES 02                                                | ジュリア（愛美）、周防桃子（渡部恵子）、大神環（稲川英里）、木下ひなた（田村奈央）、福田のり子（浜崎奈々） | 「俠気乱舞」 「DIAMOND DAYS」                                                                     | ゲーム『アイドルマスター ミリオンライブ！』関連曲                      |
| 12月7日  | THE IDOLM@STER LIVE THE@TER FORWARD 01 Sunshine Rhythm                              | リブラ | 「Bonnes! Bonnes!! Vacances!!!」                                                                  | ゲーム『アイドルマスター ミリオンライブ！』関連曲                      |
| 12月7日  | THE IDOLM@STER LIVE THE@TER FORWARD 01 Sunshine Rhythm                              | Sunshine Rhythm | 「サンリズム・オーケストラ♪」                                                                     | ゲーム『アイドルマスター ミリオンライブ！』関連曲                      |
| 2017年   |                                                                                     | |                                                                                                   |                                                                        |
| 3月10日  | THE IDOLM@STER LIVE THE@TER SOLO COLLECTION 04 Sunshine Theater                     | 福田のり子（浜崎奈々） | 「HOME, SWEET FRIENDSHIP」                                                                        | ゲーム『アイドルマスター ミリオンライブ！』関連曲                      |
| 7月26日  | THE IDOLM@STER MILLION THE@TER GENERATION 01 Brand New Theater!                     | 765 MILLION ALLSTARS | 「Brand New Theater!」                                                                            | ゲーム『アイドルマスター ミリオンライブ！ シアターデイズ』テーマソング |
| 7月26日  | THE IDOLM@STER MILLION THE@TER GENERATION 01 Brand New Theater!                     | 765 MILLION ALLSTARS | 「Dreaming!」                                                                                     | ゲーム『アイドルマスター ミリオンライブ！ シアターデイズ』関連曲       |
| 2018年   |                                                                                     | |                                                                                                   |                                                                        |
| 1月31日  | THE IDOLM@STER MILLION THE@TER GENERATION 04 プリンセススターズ                     | プリンセススターズ | 「Brand New Theater!」                                                                            | ゲーム『アイドルマスター ミリオンライブ！ シアターデイズ』関連曲       |
| 2月7日   | THE IDOLM@STER MILLION LIVE! M@STER SPARKLE 06                                      | 福田のり子（浜崎奈々） | 「WE ARE ONE!!」                                                                                  | ゲーム『アイドルマスター ミリオンライブ！ シアターデイズ』関連曲       |
| 4月4日   | THE IDOLM@STER MILLION LIVE! M@STER SPARKLE 08                                      | 765 MILLION ALLSTARS | 「Brand New Theater!」                                                                            | ゲーム『アイドルマスター ミリオンライブ！ シアターデイズ』関連曲       |
| 6月2日   | THE IDOLM@STER LIVE THE@TER SOLO COLLECTION 06 プリンセススターズ                   | 福田のり子（浜崎奈々） | 「Dreamscape」                                                                                    | ゲーム『アイドルマスター ミリオンライブ！』関連曲                      |
| 7月25日  | THE IDOLM@STER MILLION THE@TER GENERATION 10 閃光☆HANABI団                          | 閃光☆HANABI団 | 「咲くは浮世の君花火」 「BORN ON DREAM! 〜HANABI☆NIGHT〜」                                        | ゲーム『アイドルマスター ミリオンライブ！ シアターデイズ』関連曲       |
| 8月29日  | THE IDOLM@STER MILLION THE@TER GENERATION 11 UNION!!                                | 765 MILLION ALLSTARS | 「UNION!!」 「Welcome!!」                                                                         | ゲーム『アイドルマスター ミリオンライブ！ シアターデイズ』関連曲       |
| 2019年   |                                                                                     | |                                                                                                   |                                                                        |
| 4月27日  | THE IDOLM@STER THE@TER SOLO COLLECTION 07 PRINCESS STARS                            | 福田のり子（浜崎奈々） | 「Bonnes! Bonnes!! Vacances!!!」                                                                  | ゲーム『アイドルマスター ミリオンライブ！』関連曲                      |
| 7月24日  | THE IDOLM@STER MILLION THE@TER WAVE 01 Flyers!!!                                    | 765 MILLION ALLSTARS | 「Flyers!!!」                                                                                     | ゲーム『アイドルマスター ミリオンライブ！ シアターデイズ』関連曲       |
| 2020年   |                                                                                     | |                                                                                                   |                                                                        |
| 8月26日  | THE IDOLM@STER MILLION THE@TER WAVE 10 Glow Map                                     | 765 MILLION ALLSTARS | 「Glow Map」                                                                                      | ゲーム『アイドルマスター ミリオンライブ！ シアターデイズ』関連曲       |
| 11月25日 | THE IDOLM@STER MILLION THE@TER WAVE 08 miraclesonic☆expassion                       | miraclesonic☆expassion | 「絶対的Performer」 「My Evolution」                                                              | ゲーム『アイドルマスター ミリオンライブ！ シアターデイズ』関連曲       |
| 2021年   |                                                                                     | |                                                                                                   |                                                                        |
| 5月22日  | THE IDOLM@STER LIVE THE@TER SOLO COLLECTION 08 Princess Stars                       | 福田のり子（浜崎奈々） | 「咲くは浮世の君花火」                                                                            | ゲーム『アイドルマスター ミリオンライブ！ シアターデイズ』関連曲       |
| 7月28日  | THE IDOLM@STER MILLION THE@TER SEASON Harmony 4 You                                 | 765 MILLION ALLSTARS | 「Harmony 4 You」                                                                                 | ゲーム『アイドルマスター ミリオンライブ！ シアターデイズ』関連曲       |
| 7月28日  | THE IDOLM@STER MILLION THE@TER SEASON Harmony 4 You                                 | プリンセススターズ | 「EVERYDAY STARS!!」                                                                              | ゲーム『アイドルマスター ミリオンライブ！ シアターデイズ』関連曲       |
| 12月22日 | THE IDOLM@STER MILLION LIVE! M@STER SPARKLE2 03                                     | 福田のり子（浜崎奈々） | 「きみがくれた言葉があるから」                                                                    | ゲーム『アイドルマスター ミリオンライブ！ シアターデイズ』関連曲       |
| 2022年   |                                                                                     | |                                                                                                   |                                                                        |
| 1月27日  | アイドルマスター ミリオンライブ！ Blooming Clover 第10巻限定版 オリジナルCD         | 矢吹可奈（木戸衣吹）、福田のり子（浜崎奈々）、周防桃子（渡部恵子） | 「Happy!」                                                                                        | 漫画『アイドルマスター ミリオンライブ！ Blooming Clover』関連曲        |
| 2月12日  | THE IDOLM@STER LIVE THE@TER SOLO COLLECTION 09 Princess Stars                       | 福田のり子（浜崎奈々） | 「侠気乱舞」                                                                                      | ゲーム『アイドルマスター ミリオンライブ！ シアターデイズ』関連曲       |
| 6月27日  | アイドルマスター ミリオンライブ！ Blooming Clover 第11巻限定版 オリジナルCD         | 周防桃子（渡部恵子）、福田のり子（浜崎奈々）、望月杏奈（夏川椎菜） | 「my song」                                                                                       | 漫画『アイドルマスター ミリオンライブ！ Blooming Clover』関連曲        |
| 6月29日  | THE IDOLM@STER MILLION THE@TER SEASON LOVERS HEART                                  | LOVERS HEART | 「空色♡ Birthday Card」 「Harmony 4 You」                                                         | ゲーム『アイドルマスター ミリオンライブ！ シアターデイズ』関連曲       |
| 6月29日  | THE IDOLM@STER MILLION THE@TER SEASON LOVERS HEART                                  | 福田のり子（浜崎奈々）、松田亜利沙（村川梨衣）、如月千早（今井麻美）、北上麗花（平山笑美）、高山紗代子（駒形友梨） | 「紙・心・ペン・心-SHISHINPENSHIN-」                                                              | ゲーム『アイドルマスター ミリオンライブ！ シアターデイズ』関連曲       |
| 7月27日  | THE IDOLM@STER MILLION THE@TER SEASON 夢にかけるRainbow                             | 765 MILLION ALLSTARS | 「夢にかけるRainbow」                                                                             | ゲーム『アイドルマスター ミリオンライブ！ シアターデイズ』関連曲       |
| 7月27日  | THE IDOLM@STER MILLION THE@TER SEASON 夢にかけるRainbow                             | プリンセススターズ | 「夢にかけるRainbow」                                                                             | ゲーム『アイドルマスター ミリオンライブ！ シアターデイズ』関連曲       |
| 12月14日 | THE IDOLM@STER MILLION THE@TER VARIETY 02                                           | 徳川まつり（諏訪彩花）、大神環（稲川英里）、白石紬（南早紀）、福田のり子（浜崎奈々）、三浦あずさ（たかはし智秋） | 「Vacation VS Summer 〜ナツとヤスミのアンビバレント！〜」                                         | ゲーム『アイドルマスター ミリオンライブ！ シアターデイズ』関連曲       |
| 12月14日 | THE IDOLM@STER MILLION THE@TER VARIETY 02                                           | 765 MILLION ALLSTARS | 「Brand New Theater! 〜Brand New Year Ver.〜」                                                    | ゲーム『アイドルマスター ミリオンライブ！ シアターデイズ』関連曲       |
| 2023年   |                                                                                     | |                                                                                                   | ゲーム『アイドルマスター ミリオンライブ！ シアターデイズ』関連曲       |
| 1月14日  | THE IDOLM@STER LIVE THE@TER SOLO COLLECTION 11 Princess Stars                       | 福田のり子（浜崎奈々） | 「紙・心・ペン・心-SHISHINPENSHIN-」                                                              | ゲーム『アイドルマスター ミリオンライブ！ シアターデイズ』関連曲       |
| 3月23日  | THE IDOLM@STER 765 MILLION ALLSTARS BEST                                            | 765 MILLION ALLSTARS | 「Thank You!（765 MILLION ALLSTARS ver.）」 「夢にかけるRainbow（Brand New Ver.）」 「Crossing!」 | ゲーム『アイドルマスター ミリオンライブ！ シアターデイズ』関連曲       |
| 3月23日  | THE IDOLM@STER LIVE THE@TER BEST                                                    | Sunshine Rhythm | 「サンリズム・オーケストラ♪（Brand New Ver.）」                                                   | ゲーム『アイドルマスター ミリオンライブ！ シアターデイズ』関連曲       |
| 4月22日  | THE IDOLM@STER LIVE THE@TER SOLO COLLECTION 12 Princess Stars                       | 福田のり子（浜崎奈々） | 「空色♡ Birthday Card」                                                                           | ゲーム『アイドルマスター ミリオンライブ！ シアターデイズ』関連曲       |
| 5月31日  | THE IDOLM@STER MILLION THE@TER VARIETY 03                                           | 萩原雪歩（浅倉杏美）、福田のり子（浜崎奈々）、菊地真（平田宏美）、最上静香（田所あずさ）、永吉昴（斉藤佑圭） | 「春風満帆スターティング」                                                                        | ゲーム『アイドルマスター ミリオンライブ！ シアターデイズ』関連曲       |
| 7月26日  | THE IDOLM@STER MILLION LIVE! グッドサイン                                           | 765 MILLION ALLSTARS | 「グッドサイン」                                                                                  | ゲーム『アイドルマスター ミリオンライブ！ シアターデイズ』関連曲       |
| 7月26日  | THE IDOLM@STER MILLION LIVE! グッドサイン                                           | プリンセススターズ | 「グッドサイン」                                                                                  | ゲーム『アイドルマスター ミリオンライブ！ シアターデイズ』関連曲       |
| 8月23日  | THE IDOLM@STER MILLION ANIMATION THE@TER『Rat A Tat!!!』                            | MILLIONSTARS | 「Rat A Tat!!!」                                                                                  | テレビアニメ『アイドルマスター ミリオンライブ！』オープニングテーマ    |
| 8月23日  | THE IDOLM@STER MILLION ANIMATION THE@TER『Rat A Tat!!!』                            | MILLIONSTARS | 「セブンカウント」                                                                                | テレビアニメ『アイドルマスター ミリオンライブ！』イメージソング        |
| 9月20日  | THE IDOLM@STER MILLION ANIMATION THE@TER MILLIONSTARS Team2nd『海風とカスタネット』 | MILLIONSTARS Team2nd | 「海風とカスタネット」                                                                            | テレビアニメ『アイドルマスター ミリオンライブ！』挿入歌                |
| 2024年   |                                                                                     | |                                                                                                   |                                                                        |
| 2月21日  | THE IDOLM@STER MILLION ANIMATION THE@TER START THE DREAM                            | MILLIONSTARS | 「REFRAIN REL@TION」 「Brand New Theater!」                                                       | テレビアニメ『アイドルマスター ミリオンライブ！』挿入歌                |
| 2月21日  | THE IDOLM@STER MILLION ANIMATION THE@TER START THE DREAM                            | MILLIONSTARS | 「Thank You!（Acoustic ver.）」                                                                   | テレビアニメ『アイドルマスター ミリオンライブ！』挿入歌                |
| 2月23日  | アイドルマスター ミリオンライブ！ BD 特装版第2巻 特典CD                             | MILLIONSTARS Team2nd | 「Rat A Tat!!!」                                                                                  | テレビアニメ『アイドルマスター ミリオンライブ！』関連曲                |
| 2月24日  | THE IDOLM@STER LIVE THE@TER SOLO COLLECTION 「REFRAIN REL@TION」 Princess Stars     | 福田のり子（浜崎奈々） | 「REFRAIN REL@TION」                                                                              | テレビアニメ『アイドルマスター ミリオンライブ！』関連曲                |
| 7⽉31⽇  | THE IDOLM@STER MILLION LIVE! 7Days A Week!!                                         | 765 MILLION ALLSTARS | 「7Days A Week!!」 「DIAMOND DAYS」                                                               | ゲーム『アイドルマスター ミリオンライブ！ シアターデイズ』関連曲       |
| 7⽉31⽇  | THE IDOLM@STER LIVE THE@TER SOLO COLLECTION 「DIAMOND DAYS」 PRINCESS STARS         | 福田のり子（浜崎奈々） | 「DIAMOND DAYS」                                                                                  | ゲーム『アイドルマスター ミリオンライブ！ シアターデイズ』関連曲       |
| 12月25日 | THE IDOLM@STER MILLION MOVEMENT OF STARDOM ROAD 06 Sky Survive                      | 白石紬（南早紀）、福田のり子（浜崎奈々）、伊吹翼（Machico）、木下ひなた（田村奈央） | 「Sky Survive」                                                                                   | ゲーム『アイドルマスター ミリオンライブ！ シアターデイズ』関連曲       |

### その他参加作品
| 発売日        | 商品名             | 歌     | 楽曲                                                    | 備考                                                           |
| ------------- | ------------------ | ------ | ------------------------------------------------------- | -------------------------------------------------------------- |
| 2010年8月11日 | 赤頭巾ちゃん御用心 | OToGi8 | 「赤頭巾ちゃん御用心」                                  | テレビアニメ『オオカミさんと七人の仲間たち』エンディングテーマ |
| 2010年8月11日 | 赤頭巾ちゃん御用心 | OToGi8 | 「赤頭巾ちゃん御用心【i-pop ver.】」 「カラフル☆DRIVE」 | テレビアニメ『オオカミさんと七人の仲間たち』関連曲             |

### シリーズ一覧
1. ↑  第1期（2013年）、第2期『ハロー!!きんいろモザイク』（2015年）
2. ↑  第1期（2014年）、第2期『selector spread WIXOSS』（2014年）
3. ↑  Season 2（2017年）、The Final Season Part 1（2021年）、The Final Season Part 2（2022年）
4. ↑  第3期『III』（2020年）、第4期『IV 深章 厄災篇』（2023年）
5. ↑  第1章『怪獣惑星』（2017年）、第3章『星を喰う者』（2018年）
6. ↑  『X-Ω』（2017年 - 2019年）、『DD』（2021年 - 2022年）

### ユニットメンバー
1. 1 2  天海春香（中村繪里子）、春日未来（山崎はるか）、如月千早（今井麻美）、木下ひなた（田村奈央）、四条貴音（原由実）、ジュリア（愛美）、高山紗代子（駒形友梨）、田中琴葉（種田梨沙）、天空橋朋花（小岩井ことり）、箱崎星梨花（麻倉もも）、松田亜利沙（村川梨衣）、三浦あずさ（たかはし智秋）、水瀬伊織（釘宮理恵）、最上静香（田所あずさ）、望月杏奈（夏川椎菜）、矢吹可奈（木戸衣吹）、エミリー スチュアート（郁原ゆう）、大神環（稲川英里）、我那覇響（沼倉愛美）、菊地真（平田宏美）、北上麗花（平山笑美）、高坂海美（上田麗奈）、佐竹美奈子（大関英里）、島原エレナ（角元明日香）、高槻やよい（仁後真耶子）、永吉昴（斉藤佑圭）、野々原茜（小笠原早紀）、馬場このみ（髙橋ミナミ）、福田のり子（浜崎奈々）、舞浜歩（戸田めぐみ）、真壁瑞希（阿部里果）、百瀬莉緒（山口立花子）、横山奈緒（渡部優衣）、秋月律子（若林直美）、伊吹翼（Machico）、北沢志保（雨宮天）、篠宮可憐（近藤唯）、周防桃子（渡部恵子）、徳川まつり（諏訪彩花）、所恵美（藤井ゆきよ）、豊川風花（末柄里恵）、中谷育（原嶋あかり）、七尾百合子（伊藤美来）、二階堂千鶴（野村香菜子）、萩原雪歩（浅倉杏美）、ロコ（中村温姫）、双海亜美 / 真美（下田麻美）、星井美希（長谷川明子）、宮尾美也（桐谷蝶々）
2. 1 2  春日未来（山崎はるか）、木下ひなた（田村奈央）、ジュリア（愛美）、高山紗代子（駒形友梨）、田中琴葉（種田梨沙）、天空橋朋花（小岩井ことり）、箱崎星梨花（麻倉もも）、松田亜利沙（村川梨衣）、最上静香（田所あずさ）、望月杏奈（夏川椎菜）、矢吹可奈（木戸衣吹）、エミリー スチュアート（郁原ゆう）、大神環（稲川英里）、北上麗花（平山笑美）、高坂海美（上田麗奈）、佐竹美奈子（大関英里）、島原エレナ（角元明日香）、永吉昴（斉藤佑圭）、野々原茜（小笠原早紀）、馬場このみ（髙橋ミナミ）、福田のり子（浜崎奈々）、舞浜歩（戸田めぐみ）、真壁瑞希（阿部里果）、百瀬莉緒（山口立花子）、横山奈緒（渡部優衣）、伊吹翼（Machico）、北沢志保（雨宮天）、篠宮可憐（近藤唯）、周防桃子（渡部恵子）、徳川まつり（諏訪彩花）、所恵美（藤井ゆきよ）、豊川風花（末柄里恵）、中谷育（原嶋あかり）、七尾百合子（伊藤美来）、二階堂千鶴（野村香菜子）、ロコ（中村温姫）、宮尾美也（桐谷蝶々）
3. ↑  天海春香（中村繪里子）、周防桃子（渡部恵子）、福田のり子（浜崎奈々）、松田亜利沙（村川梨衣）、横山奈緒（渡部優衣）
4. ↑  伊吹翼（Machico）、佐竹美奈子（大関英里）、福田のり子（浜崎奈々）
5. ↑  伊吹翼（Machico）、エミリー スチュアート（郁原ゆう）、木下ひなた（田村奈央）、佐竹美奈子（大関英里）、島原エレナ（角元明日香）、中谷育（原嶋あかり）、福田のり子（浜崎奈々）、望月杏奈（夏川椎菜）、百瀬莉緒（山口立花子）、矢吹可奈（木戸衣吹）、横山奈緒（渡部優衣）、ロコ（中村温姫）
6. ↑  天海春香（中村繪里子）、如月千早（今井麻美）、星井美希（長谷川明子）、萩原雪歩（浅倉杏美）、高槻やよい（仁後真耶子）、菊地真（平田宏美）、水瀬伊織（釘宮理恵）、四条貴音（原由実）、秋月律子（若林直美）、三浦あずさ（たかはし智秋）、双海亜美 / 真美（下田麻美）、我那覇響（沼倉愛美）、春日未来（山崎はるか）、最上静香（田所あずさ）、伊吹翼（Machico）、島原エレナ（角元明日香）、佐竹美奈子（大関英里）、所恵美（藤井ゆきよ）、徳川まつり（諏訪彩花）、箱崎星梨花（麻倉もも）、野々原茜（小笠原早紀）、望月杏奈（夏川椎菜）、ロコ（中村温姫）、七尾百合子（伊藤美来）、高山紗代子（駒形友梨）、松田亜利沙（村川梨衣）、高坂海美（上田麗奈）、中谷育（原嶋あかり）、天空橋朋花（小岩井ことり）、エミリー スチュアート（郁原ゆう）、北沢志保（雨宮天）、舞浜歩（戸田めぐみ）、木下ひなた（田村奈央）、矢吹可奈（木戸衣吹）、横山奈緒（渡部優衣）、二階堂千鶴（野村香菜子）、馬場このみ（髙橋ミナミ）、大神環（稲川英里）、豊川風花（末柄里恵）、宮尾美也（桐谷蝶々）、福田のり子（浜崎奈々）、真壁瑞希（阿部里果）、篠宮可憐（近藤唯）、百瀬莉緒（山口立花子）、永吉昴（斉藤佑圭）、北上麗花（平山笑美）、周防桃子（渡部恵子）、ジュリア（愛美）、白石紬（南早紀）、桜守歌織（香里有佐）
7. 1 2 3 4 5 6 7 8 9 10  天海春香（中村繪里子）、如月千早（今井麻美）、星井美希（長谷川明子）、萩原雪歩（浅倉杏美）、高槻やよい（仁後真耶子）、菊地真（平田宏美）、水瀬伊織（釘宮理恵）、四条貴音（原由実）、秋月律子（若林直美）、三浦あずさ（たかはし智秋）、双海亜美 / 真美（下田麻美）、我那覇響（沼倉愛美）、春日未来（山崎はるか）、最上静香（田所あずさ）、伊吹翼（Machico）、田中琴葉（種田梨沙）、島原エレナ（角元明日香）、佐竹美奈子（大関英里）、所恵美（藤井ゆきよ）、徳川まつり（諏訪彩花）、箱崎星梨花（麻倉もも）、野々原茜（小笠原早紀）、望月杏奈（夏川椎菜）、ロコ（中村温姫）、七尾百合子（伊藤美来）、高山紗代子（駒形友梨）、松田亜利沙（村川梨衣）、高坂海美（上田麗奈）、中谷育（原嶋あかり）、天空橋朋花（小岩井ことり）、エミリー スチュアート（郁原ゆう）、北沢志保（雨宮天）、舞浜歩（戸田めぐみ）、木下ひなた（田村奈央）、矢吹可奈（木戸衣吹）、横山奈緒（渡部優衣）、二階堂千鶴（野村香菜子）、馬場このみ（髙橋ミナミ）、大神環（稲川英里）、豊川風花（末柄里恵）、宮尾美也（桐谷蝶々）、福田のり子（浜崎奈々）、真壁瑞希（阿部里果）、篠宮可憐（近藤唯）、百瀬莉緒（山口立花子）、永吉昴（斉藤佑圭）、北上麗花（平山笑美）、周防桃子（渡部恵子）、ジュリア（愛美）、白石紬（南早紀）、桜守歌織（香里有佐）
8. ↑  天海春香（中村繪里子）、我那覇響（沼倉愛美）、菊地真（平田宏美）、萩原雪歩（浅倉杏美）、春日未来（山崎はるか）、エミリー スチュアート（郁原ゆう）、高坂海美（上田麗奈）、佐竹美奈子（大関英里）、高山紗代子（駒形友梨）、徳川まつり（諏訪彩花）、中谷育（原嶋あかり）、七尾百合子（伊藤美来）、福田のり子（浜崎奈々）、松田亜利沙（村川梨衣）、矢吹可奈（木戸衣吹）、横山奈緒（渡部優衣）
9. ↑  高山紗代子（駒形友梨）、横山奈緒（渡部優衣）、高坂海美（上田麗奈）、佐竹美奈子（大関英里）、福田のり子（浜崎奈々）
10. ↑  舞浜歩（戸田めぐみ）、福田のり子（浜崎奈々）、島原エレナ（角元明日香）、高坂海美（上田麗奈）
11. 1 2  春日未来（山崎はるか）、エミリー スチュアート（郁原ゆう）、高坂海美（上田麗奈）、田中琴葉（種田梨沙）、佐竹美奈子（大関英里）、高山紗代子（駒形友梨）、徳川まつり（諏訪彩花）、中谷育（原嶋あかり）、七尾百合子（伊藤美来）、福田のり子（浜崎奈々）、松田亜利沙（村川梨衣）、矢吹可奈（木戸衣吹）、横山奈緒（渡部優衣）
12. ↑  天空橋朋花（小岩井ことり）、高槻やよい（仁後真耶子）、佐竹美奈子（大関英里）、七尾百合子（伊藤美来）、福田のり子（浜崎奈々）、松田亜利沙（村川梨衣）、如月千早（今井麻美）、北上麗花（平山笑美）、高山紗代子（駒形友梨）、望月杏奈（夏川椎菜）、矢吹可奈（木戸衣吹）、天海春香（中村繪里子）、ジュリア（愛美）
13. ↑  天海春香（中村繪里子）、如月千早（今井麻美）、星井美希（長谷川明子）、萩原雪歩（浅倉杏美）、高槻やよい（仁後真耶子）、菊地真（平田宏美）、水瀬伊織（釘宮理恵）、四条貴音（原由実）、秋月律子（若林直美）、三浦あずさ（たかはし智秋）、双海亜美 / 真美（下田麻美）、我那覇響（沼倉愛美）、春日未来（山崎はるか）、最上静香（田所あずさ）、伊吹翼（Machico）、田中琴葉（種田梨沙）、島原エレナ（角元明日香）、佐竹美奈子（大関英里）、所恵美（藤井ゆきよ）、徳川まつり（諏訪彩花）、箱崎星梨花（麻倉もも）、野々原茜（小笠原早紀）、望月杏奈（夏川椎菜）、ロコ（中村温姫）、七尾百合子（伊藤美来）、高山紗代子（駒形友梨）、松田亜利沙（村川梨衣）、高坂海美（上田麗奈）、中谷育（原嶋あかり）、天空橋朋花（小岩井ことり）、エミリー スチュアート（郁原ゆう）、北沢志保（雨宮天）、舞浜歩（戸田めぐみ）、矢吹可奈（木戸衣吹）、横山奈緒（渡部優衣）、二階堂千鶴（野村香菜子）、馬場このみ（髙橋ミナミ）、大神環（稲川英里）、豊川風花（末柄里恵）、宮尾美也（桐谷蝶々）、福田のり子（浜崎奈々）、真壁瑞希（阿部里果）、篠宮可憐（近藤唯）、百瀬莉緒（山口立花子）、永吉昴（斉藤佑圭）、北上麗花（平山笑美）、周防桃子（渡部恵子）、ジュリア（愛美）、白石紬（南早紀）、桜守歌織（香里有佐）
14. ↑  天海春香（中村繪里子）、我那覇響（沼倉愛美）、菊地真（平田宏美）、萩原雪歩（浅倉杏美）、春日未来（山崎はるか）、エミリー スチュアート（郁原ゆう）、高坂海美（上田麗奈）、田中琴葉（種田梨沙）、佐竹美奈子（大関英里）、高山紗代子（駒形友梨）、徳川まつり（諏訪彩花）、中谷育（原嶋あかり）、七尾百合子（伊藤美来）、福田のり子（浜崎奈々）、松田亜利沙（村川梨衣）、矢吹可奈（木戸衣吹）、横山奈緒（渡部優衣）
15. ↑  伊吹翼（Machico）、エミリー スチュアート（郁原ゆう）、木下ひなた（田村奈央）、佐竹美奈子（大関英里）、島原エレナ（角元明日香）、中谷育（原嶋あかり）、福田のり子（浜崎奈々）、望月杏奈（夏川椎菜）、百瀬莉緒（山口立花子）、矢吹可奈（木戸衣吹）、横山奈緒（渡部優衣）、ロコ（中村温姫）、桜守歌織（香里有佐）
16. 1 2  春日未来（山崎はるか）、最上静香（田所あずさ）、伊吹翼（Machico）、田中琴葉（種田梨沙）、島原エレナ（角元明日香）、佐竹美奈子（大関英里）、所恵美（藤井ゆきよ）、徳川まつり（諏訪彩花）、箱崎星梨花（麻倉もも）、野々原茜（小笠原早紀）、望月杏奈（夏川椎菜）、ロコ（中村温姫）、七尾百合子（伊藤美来）、高山紗代子（駒形友梨）、松田亜利沙（村川梨衣）、高坂海美（上田麗奈）、中谷育（原嶋あかり）、天空橋朋花（小岩井ことり）、エミリー スチュアート（郁原ゆう）、北沢志保（雨宮天）、舞浜歩（戸田めぐみ）、木下ひなた（田村奈央）、矢吹可奈（木戸衣吹）、横山奈緒（渡部優衣）、二階堂千鶴（野村香菜子）、馬場このみ（髙橋ミナミ）、大神環（稲川英里）、豊川風花（末柄里恵）、宮尾美也（桐谷蝶々）、福田のり子（浜崎奈々）、真壁瑞希（阿部里果）、篠宮可憐（近藤唯）、百瀬莉緒（山口立花子）、永吉昴（斉藤佑圭）、北上麗花（平山笑美）、周防桃子（渡部恵子）、ジュリア（愛美）、白石紬（南早紀）、桜守歌織（香里有佐）
17. 1 2  高坂海美（上田麗奈）、篠宮可憐（近藤唯）、福田のり子（浜崎奈々）、真壁瑞希（阿部里果）、百瀬莉緒（山口立花子）
18. ↑  大久保英恵、井澤詩織、原紗友里、三上枝織、浜崎奈々、ルイズ・スフォルツア、ユカフィン・ドール、ミク・ドール・シャルロット